# Urgeschichte

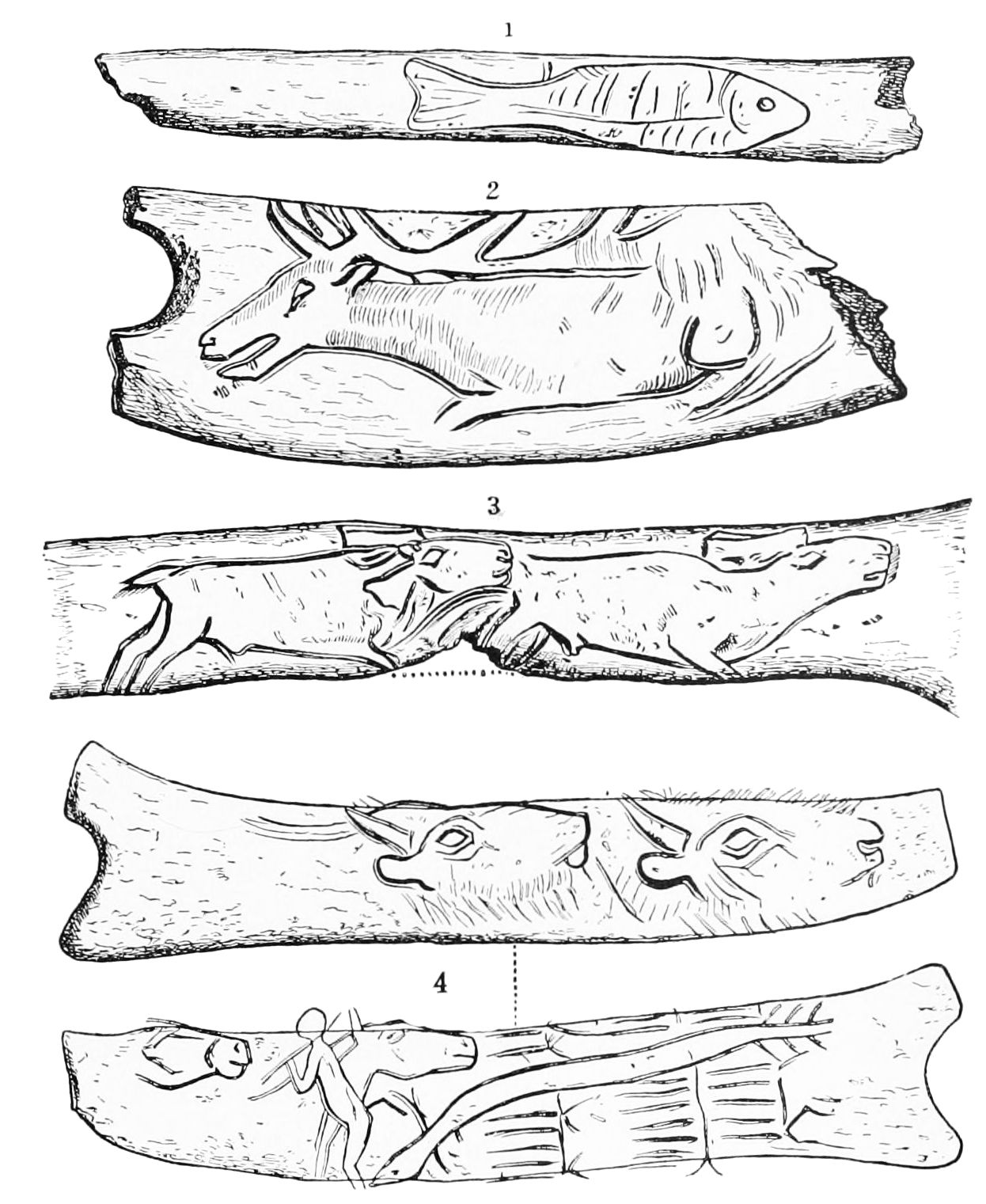
PSM V44 D647 Einritzungen auf Geweihstücken aus La Madeleine

Die Urgeschichte (Synonyme Vorgeschichte und Prähistorie) ist ein Teilgebiet der Ur- und Frühgeschichte. Sie bezeichnet den ältesten Zeitabschnitt der Geschichte des Menschen, aus dem keine schriftlichen Überlieferungen vorliegen. Die Erforschung der prähistorischen Epochen anhand archaischer Artefakte und deren Befunde ist Aufgabe der Archäologie und ihrer Hilfswissenschaften wie der Paläoanthropologie.
Die Urgeschichte erstreckt sich vom Auftreten der ersten Steinwerkzeuge vor etwa 2,6 Millionen Jahren (vgl. Stammesgeschichte des Menschen) bis zum regional sehr unterschiedlich datierten Auftreten von Schriftzeugnissen.
Die nachfolgende Frühgeschichte ist die Periode, in der zumeist indirekte Schriftquellen und archäologische Quellen gleichwertig zur Rekonstruktion des Geschichtsbildes Verwendung finden. Auf diese folgt die Geschichte im engeren Sinne, in der Erkenntnisse vor allem durch Auswertung schriftlicher Quellen erlangt werden und die materielle Kultur zusätzlich archäologisch erschlossen wird (Mittelalterarchäologie und Historische Archäologie).

## Gliederung der Vorgeschichte
Die Urgeschichte bzw. Vorgeschichte wurde 1836 erstmals von dem dänischen Archäologen Christian Jürgensen Thomsen in einem publizierten Dreiperiodensystem in Steinzeit, Bronzezeit und Eisenzeit gegliedert. Seine auf Dänisch verfasste Schrift Ledetraad til nordisk Oldkyndighed erschien 1837 in deutscher Übersetzung als Leitfaden zur nordischen Alterthumskunde. Diese bis heute gültige Periodisierung bezieht sich auf die Alte Welt. Die historische Zeit beginnt beispielsweise in Nordamerika nicht vor der Entdeckung durch die Spanier.
Der älteste Abschnitt, die Steinzeit, wird in die Altsteinzeit und die mit der Entstehung der Landwirtschaft beginnende Jungsteinzeit gegliedert. Nur in Mittel- und Nordeuropa liegt dazwischen die Epoche der Mittelsteinzeit, die dem jüngeren Epipaläolithikum des Mittelmeerraumes entspricht. Erdgeschichtlich fällt die Altsteinzeit mit dem Pleistozän (Eiszeitalter) zusammen, die folgenden Epochen entsprechen dem Holozän. Das Ende des Pleistozäns bzw. der letzten Eiszeit (Würm III) fand vor etwa zehn Jahrtausenden statt. Ein weiterer tiefer Einschnitt war die Entdeckung der Metallurgie (Kupferzeit). In den meisten Regionen kam es zunächst zur Verarbeitung von Gold und Kupfer und erst später zur Legierung von Bronze (Bronzezeit) und danach zur Eisenverhüttung (Eisenzeit). Durch die Fähigkeit, Metalle mit höheren Schmelzpunkten zu verarbeiten, konnten  leistungsstärkere Werkzeuge und Waffen erzeugt werden, was den produzierenden Regionen erhebliche Vorteile verschaffte. Mit der Entwicklung der städtischen Hochkulturen und der Schrift, erstmals in Vorderasien (Sumer), vollzog sich regional der Übergang von der Ur- zur Frühgeschichte.

## Steinzeit
Die Steinzeit ist die früheste Epoche der Menschheitsgeschichte und durch die dominierende Überlieferung von Steinwerkzeugen gekennzeichnet. Sie begann – nach heutigem Kenntnisstand – mit den ältesten gefundenen Werkzeugen vor etwa 2,6 Millionen Jahren in Afrika.

### Altsteinzeit
Die Altsteinzeit – fachsprachlich Paläolithikum, von griechisch παλαιός palaiós ‚alt‘, λίθος líthos ‚Stein‘ und -ικός -ikós ‚-isch‘ – war die erste und längste Periode der Urgeschichte und bezeichnet in Afrika, Europa und Asien jeweils den ältesten Abschnitt der Steinzeit.

#### Geröllgeräte:Homo rudolfensisundHomo habilis
Die Menschheitsgeschichte begann in Afrika vor ca. 6 Millionen Jahren, als Pongide wie Ardipithecus ramidus den aufrechten Gang entwickelten. Die nachfolgenden Australopithecinen verfeinerten diese Fortbewegungsweise und gelten als Hominoide; aus ihnen gingen schließlich die ersten Vertreter der Gattung Homo hervor: Homo rudolfensis und Homo habilis. Als Kriterium, sie der Gattung Homo zuzurechnen, gilt neben anatomischen Unterschieden zu den Australopithecinen vor allem, dass sie vermutlich schon vor 2,6 Millionen Jahren einfache Steinwerkzeuge (Geröllgerät, sogenannte Choppers und Chopping tools) benutzten. Diese ersten Steinwerkzeuge gehören der Kulturstufe des Oldowan an. Der Zeitabschnitt wird zumeist als Frühpaläolithikum bezeichnet.

#### Faustkeile:Homo erectus
Homo erectus lebte in jener Kultur, die als Altpaläolithikum (Existenz von Faustkeilen) bezeichnet wird. Schon für seine frühesten Vertreter ist der Gebrauch von Steingeräten nachgewiesen; spätere Individuen nutzten auch das Feuer, wie die 790.000 Jahre alte Fundstelle Gesher Benot Ya’aqov – die älteste sicher datierte – im heutigen Israel belegt.  Vor etwa 1,5 Millionen Jahren wurde in Afrika die Stufe des Acheuléen erreicht. Vor etwa 500.000 Jahren kam diese Technik auch nach Europa. Sie zeichnet sich durch beidseitig zugeschlagene Artefakte aus, die sehr sorgfältig gefertigt wurden.
Homo erectus war so anpassungsfähig, dass er sich von Afrika über Vorderasien einerseits nach Indien, ins heutige China (Peking-Mensch) und nach Südostasien (Java-Mensch) ausbreiten konnte, andererseits nach Süd- und Mitteleuropa (Out-of-Africa-Theorie). Die späten Vertreter von Homo erectus – sie werden häufig zu Homo heidelbergensis gestellt – können bereits als Jäger und Sammler bezeichnet werden, da im Braunkohletagebau Schöningen in Niedersachsen acht hölzerne, mindestens 290.000 Jahre alte Wurfspeere (die Schöninger Speere) entdeckt wurden.

#### Abschlaggeräte:Homo neanderthalensis
In Europa entwickelte sich aus Homo erectus über die Homo heidelbergensis und Homo steinheimensis genannten Zwischenstufen der Neandertaler, eine an die spezifischen Umweltbedingungen der Eiszeit hervorragend angepasste Art der Gattung Homo. Die Neandertaler stellen sich heute (entgegen früheren Annahmen) als kulturell entwickelt dar: Bei ihnen sind in Mitteleuropa zum ersten Mal kultische Praktiken nachweisbar, so sind unter anderem Bestattungen mit Grabbeigaben belegt (z. B. La Ferrassie). Die Neandertaler entwickelten eine Technik der Steinbearbeitung, bei der nicht mehr nur Kerne aus Feuerstein, Quarzit oder anderen Gesteinen zu Werkzeugen modifiziert wurden, sondern auch die scharfkantigen Abschläge weiterbearbeitet wurden (Breitklingenkulturen). Ein spezieller Fall der Bearbeitung sogenannter „präformierter“ Kerne ist die Levalloistechnik. Worauf das Verschwinden der Neandertaler zurückzuführen ist, ist ungeklärt. Er dürfte langsam von Mitteleuropa nach Westeuropa verdrängt worden sein. Die jüngsten bzw. letzten Neandertalfundstellen befinden sich auf der Iberischen Halbinsel.

#### Höhlenmalerei, figürliche Kunst und Musik:Homo sapiens
Nicht aus den nach Europa und Asien ausgewanderten, sondern aus den in Afrika verbliebenen Populationen von Homo erectus entwickelte sich in Afrika – zur gleichen Zeit, in der sich in Europa die Entwicklung von Homo erectus zum Neandertaler vollzog – eine neue Menschenform, genannt Homo sapiens. Sie breitete sich, beginnend vor ca. 100.000 Jahren, in einer zweiten Auswanderungswelle der Gattung Homo ebenfalls nach Asien und Europa aus und entwickelte sich zum Menschen der Gegenwart fort. Anhaltspunkte für eine aggressive Verdrängung des Neandertalers durch Homo sapiens sind nicht nachweisbar. In Europa könnten sich die beiden Arten noch vor rund 40.000 Jahren begegnet sein.
Homo sapiens verfeinerte die Methoden der Steinbearbeitung (Schmalklingenkulturen). Bemerkenswert sind die ersten Zeugnisse abstrakten (symbolischen) Denkens, das sich am prägnantesten in den ersten figürlichen Kunstwerken der Menschheit, die in Höhlen der Schwäbischen Alb gefunden wurden und auf etwa 40.000 Jahre datiert sind, zeigt, darunter ist mit dem Löwenmenschen ein Fabelwesen mit menschlichem Körper und dem Kopf eines Höhlenlöwen. Aus derselben Zeit stammen Flöten aus Schwanenknochen, die die Fähigkeit zu musizieren belegen. Weitere Belege für das Kunstschaffen des Homo sapiens im Aurignacien sind die etwas jüngeren Höhlenmalereien, deren älteste auf etwa 35.000 Jahre datiert wurden. Die ältesten bekannten künstlerischen Erzeugnisse sind mit Gravuren verzierte Knochenobjekte aus der Blombos-Höhle in Südafrika, deren älteste auf etwa 77.000 Jahre datiert wurden.

### Jungsteinzeit
Durch das Ende der letzten Eiszeit verschoben sich die Klimagürtel der Erde nach Norden; sodass sich die Lebensbedingungen in einigen Gebieten deutlich verbesserten und vor allem im Gebiet des Fruchtbaren Halbmonds in Vorderasien eine weitgehend sesshafte Lebensweise ermöglichten. Ein letztmaliges Absinken der Temperaturen in der jüngeren Dryaszeit verschlechterte das Nahrungsangebot wieder und zwang die Menschen, die nicht mehr zur nomadisierenden Lebensweise zurückkehren konnten oder wollten, nach Alternativen zu suchen. Dieser Umstand war die Ursache für die Entstehung der Landwirtschaft. Erste Anfänge liegen bereits im sogenannten Proto-Neolithikum vor 14.000 Jahren. Ab 9500 v. Chr. setzte die organisierte Domestikation von Tieren und Pflanzen ein. Die Entwicklung der produzierenden Wirtschaftsweise brachte tiefgreifende sozioökonomische Veränderungen mit sich, weshalb auch seit dem Archäologen Vere Gordon Childe von der „Neolithischen Revolution“ gesprochen wird. Es gab einige weitere unabhängige Entstehungszentren der Landwirtschaft (zum Beispiel Südchina, Südamerika). Von diesen Zentren breiteten sich die Neuerungen mehr oder weniger schnell aus (nach Mitteleuropa gelangten sie vor ca. 7000 Jahren). Weitere Merkmale der Jungsteinzeit sind die Sesshaftigkeit und die Herstellung von Keramik. Auch in der Steintechnologie gab es Neuerungen; man entdeckte den Schliff von Stein. Die wichtigsten sozialen Auswirkungen der Landwirtschaft sind darin zu sehen, dass durch die höhere Produktivität nicht nur die in der Landwirtschaft tätigen Menschen ernährt werden konnten. Es kam zur Spezialisierung der verschiedensten Berufsgruppen (horizontale Differenzierung) und zur Entstehung von Herrschaft, zunächst in Häuptlingsreichen, dann in Staaten (vertikale Differenzierung).

### Kupfersteinzeit
Der Zeitabschnitt zwischen der Jungsteinzeit und der frühen Bronzezeit, in dem Menschen mit dem Kupferbergbau begannen und grundlegende Techniken der Metallurgie erfanden, wird Kupfersteinzeit, Chalkolithikum oder Äneolithikum genannt. Kupfer blieb jedoch knapp und Steinwerkzeuge herrschten weiterhin vor. Ötzi, die Leiche des Mannes vom Tisenjoch, stammt aus der mitteleuropäischen Kupfersteinzeit. Er hatte ein Beil bei sich, dessen Klinge zu 99 % aus Kupfer aus dem Salzburger Land besteht.

## Bronzezeit
Bronze, eine metallurgische Legierung von 90 % Kupfer mit 10 % Zinn, wurde im Ende des 4. Jahrtausend v. Chr. erfunden. Sie ist weitaus härter und schnitthaltiger als Kupfer und gibt der Epoche ihren Namen. In Israel ist Bronze ab 3300 v. Chr. belegt. Die Bronzezeit endet in Kleinasien ab 1700 v. Chr. und im Mittelmeerraum spätestens um 1200 v. Chr. mit dem Gebrauch verhütteten Eisens. In Mitteleuropa beginnt die Bronzezeit erst ab 2200 v. Chr. und reicht noch bis 800 v. Chr. Die Hebräer hatten vor allem Bronzewaffen und eroberten Kanaan und die griechischstämmigen Pelischti an der Küste des später nach ihnen benannten historischen Palästina, welche vor allem Eisenwaffen hatten.

## Eisenzeit
Seit dem späten 4. Jahrtausend v. Chr. ist Eisen als Werkstoff bekannt. Die erste schriftliche Erwähnung von Eisen befindet sich auf Keilschrifttafeln des späten 3. Jahrtausends v. Chr. Zu dieser Zeit handelte es sich um meteoritisches Eisen. Vier Funde aus dem Iran, Mesopotamien und Ägypten datieren sogar früher. In der zweiten Hälfte des 3. Jahrtausends ist gediegenes (sog. tellurisches) Eisen in Troja und der „Fürstennekropole“ von Alaca Hüyük (zw. 2550 und 2350 v. Chr.) nachgewiesen. Dieses auf der Erde vorkommende Eisen ist aber im Gegensatz zu meteoritischem Eisen sehr selten und wird daher kaum als Grundlage für antike Eisenproduktion gedient haben. Im nachfolgenden 2. Jahrtausend v. Chr. ist Eisen vor allem aus Anatolien überliefert. Die meisten frühen Funde sind in Kaman-Kalehöyük für die Siedlungsphase IVa (ca. 2100–1950 v. Chr.) gemacht worden. Einige Gegenstände könnten aus Stahl (Werte bis 0,2/0,3 % C) bestanden haben. In assyrischen Schriftquellen aus der Zeit 1950–1700 v. Chr. ist nachzulesen, dass Eisen wesentlich kostbarer als Gold und Silber war. Prunkgegenstände wie eine Axt aus Ugarit (ca. 1450–1350 v. Chr.) zeigen, dass zur Zeit des Hethitischen Großreichs Eisen noch sehr wertvoll war. Obwohl es gewonnen und verarbeitet werden konnte, bleibt unklar, ob zu dieser Zeit der Schritt zum Stahl durch Kohleanreicherung bereits bekannt war. Einzelne nicht sichere Öfen wurden für die frühe Eisenzeit in Südwestasien gefunden. Obwohl archäologische Belege fehlen, zeugt ein Text aus mittelassyrischer Zeit von einem Eisenschmied am Hof von Ninurta-tukulti-Aššur (1168–1133 v. Chr.). Ab dem 9. Jahrhundert v. Chr. wurde Eisen im Neuassyrischen Reich in großem Maße verarbeitet und breitete sich sukzessive über die bekannte Welt aus.

## Technische Entwicklungsgeschichte

### Erfindungen vorHomo sapiens
Werkzeuggebrauch wurde bei vielen Primaten beobachtet. Am Anfang der Technikentstehung bei den Vorfahren des Menschen stand also die – zunächst wenig ausgefeilte – Werkzeugbearbeitung; von besonderem Interesse ist die Bearbeitung in zeitlichem Abstand von der Werkzeugbenutzung (eine Vorfertigung), was bei Primaten nicht beobachtet werden konnte (außer dem Zurücklegen bereits positiv eingesetzter Materialien). Während Steine als Werkzeuge sogar namensgebend für die technologische Epoche wurden und seit 2,5 Millionen Jahren nachweisbar sind (siehe Steinzeit), gibt es keinen Grund, anzunehmen, damalige Menschen hätten bei ihrer Arbeit nicht auch andere Materialien ihrer Umgebung verwendet, auch wenn archaische Artefakte fehlen. Arbeitsmittel und Erzeugnisse aus organischen Stoffen, wie Holz, Knochen, Häute, Pflanzenschalen etc., sind schon im Paläolithikum untergegangen und heute nicht mehr nachweisbar. Anfänglich erstreckte sich die steinzeitliche Werkzeugnutzung eher auf Wurfsteine, Steine als Amboss oder Hammer, Steinsplitter zum Schaben und Schneiden sowie auf Schlag- und Stützstöcke. Der Neandertaler und Homo sapiens fertigten aus ausgesuchten Steinen hochspezialisierte Speere und Keilmesser an.
Ein weiterer Impuls ging von der Beherrschung des Feuers aus (siehe prähistorische Feuernutzung). Der zielgerichtete Gebrauch des Feuers durch den Menschen gilt für Homo erectus vor 790.000 Jahren als nachgewiesen. Die Erwärmung am Feuer half, in der Eiszeit auch kältere Bereiche Europas und Asiens zu besiedeln. Weitreichende Folgen, auch auf der Ebene der Evolution, könnte das Garen von Speisen mit sich gebracht haben: Die Nahrungsdichte pro Mahlzeit stieg, aber der erforderliche Kaudruck nahm ab, daher brauchten Zähne und Kaumuskulatur nur noch vermindert ausgebildet zu werden. Demgegenüber konnten weitere (auch festere) Nahrungsstoffe erschlossen werden, für deren Bewältigung im ungegarten Zustand andere Spezies erhebliche Zeit und Energie (Wiederkäuer) investieren müssen. Eines der Resultate ist, dass der Mensch eine der wenigen Spezies (neben Wespen) ist, welche den Geruch verbrannten Fleisches (Grillen) appetitanregend finden. Der Mensch ist zudem die einzige Spezies, die den Geruch gerösteter Samen (Backduft, Popcorn, Sesamöl) besonders attraktiv findet. In diesem Zusammenhang wurden sogar Vermutungen formuliert, dass das Volumenwachstum des sehr energiehungrigen Gehirns mit der Garung der Nahrung begründet werden könne, allerdings setzte die Hirnentwicklung bereits in einem Zeitraum ein, in dem die Feuerbenutzung noch kaum anzunehmen ist. Die Annahme intensiven Kochens vor Homo erectus entbehrt jeglicher Anhaltspunkte.
Neandertaler produzierten aus Birkensaft bei einer einigermaßen kontrollierten Temperatur von etwa 350 °C Birkenpech als Klebstoff, zum Beispiel um Werkstücke (Speerspitze an Speerschaft) zuverlässig zu verbinden.
Angehörige der Gattung Homo konnten bereits Hütten bauen. Materialverwendung, Vorfertigung von Werkzeugen und Feuerbeherrschung wurden bereits durch die Vorfahren des Homo sapiens entwickelt. Die gemeinsame Jagd begünstigte Techniken der Verständigung und der Strategiefindung. Der Neandertaler fertigte, vermutlich als erster Mensch, bereits Kleidung, eine Lebensnotwendigkeit im eiszeitlichen Europa. Möglicherweise parallel dazu oder bei Erstkontakt mit dem Neandertaler erlernte Homo sapiens vor mindestens 75.000 Jahren ebenfalls diese Fähigkeit. Seither gilt auch die Kleiderlaus als nachgewiesen.
Die Befähigung des Homo sapiens zum Handel erkennt man daran, dass er Feuerstein (auch entfernten Ursprungs) standardmäßig nutzte und sich auch fernab der Küsten mit Muschelketten schmückte. Die Steinwerkzeuge des Neandertalers mögen denen des modernen Menschen äußerlich ähneln, aber das Material des Neandertalers war immer regionaler Herkunft.

### Erfindungen während der Eiszeit
Die Erfindung der Nadel kam nach dem vermuteten Aufbruch aus Afrika während der Eiszeit bald hinzu. Die Domestikation des Hundes konnte archäologisch noch nicht eindeutig zeitlich eingeordnet werden. Sie erfolgte jedoch sehr früh, lange vor sämtlichen anderen Domestikationen. Diese erste Domestikation gelang vermutlich aus zentralasiatischen Wölfen, zu denen der Mensch dort seit ungefähr 40.000 Jahren Kontakt hatte, und wird heute in die Frühzeit der Besiedelung des asiatischen Kontinents datiert, das heißt in die Zeit vor 30.000 bis 40.000 Jahren.
Vor etwa 35.000 Jahren wurde die (Höhlen-)Malerei im Süden Frankreichs entwickelt (Cro-Magnon-Mensch). In diese Zeit fallen früheste Funde von Elfenbeinschnitzereien von Figürchen in Europa. Der älteste Nachweis einer Knochenflöte wird ebenfalls mit etwa 35.000 Jahren datiert (siehe auch Geißenklösterle). Während der Eiszeit wurde Keramik (aus gebranntem Ton oder Lehm) erfunden und entwickelt, nach gängiger Vorstellung als Zufallsprodukt nach Lagerfeuer auf Lehm- oder Tonboden. Die ersten Keramikfiguren (Venus von Dolní Věstonice) können auf mindestens 24.000 Jahre datiert werden. Die ältesten bekannten Keramikgefäße sind etwa 18.000 Jahre alt und wurden zunächst meist in Spiralwulsttechnik ausgeführt (siehe auch Töpferei). Vermutlich vor 16.000–18.000 Jahren wurde der Speerwerfer (Atlatl, durch Armbewegung geschleudert) entwickelt (den Speer gab es bereits viel früher), daraus oder parallel wurden Bogen und Pfeil entwickelt.

### Erfindungen nach der Eiszeit
Nach dem Ende der Eiszeit, etwa vor 10.000 Jahren, gelang vermutlich an verschiedenen Orten unabhängig voneinander (in Syrien und China) der Anbau von Grassamen. Entwicklungen in Süd- und Mesoamerika folgten viel später. Zuvor oder parallel zur Domestikation der Pflanzen erfolgte die Domestikation von Tieren, als lebend bevorrateter Fleischlieferant (zur Chronologie siehe Domestizierung). Infolge der Sesshaftigkeit entstanden vorübergehend größere Siedlungen (Jericho, Çatalhöyük).
An verschiedenen Orten der Welt wurde, insbesondere nach Rückzug der Gletscher, in den Kreide- und Juraablagerungen Feuerstein gewonnen, neben Obsidian ein besonders wichtiger Rohstoff. Dazu wurden metertiefe Schächte (erste Bergwerksminen) angelegt (Angaben zu steinzeitlichen Minen siehe Feuerstein). Das Material wurde über große Entfernungen verbreitet (siehe Feuersteinstraße in Europa). Parallel wurde Obsidian wegen seiner besonders scharfen Bruchkanten geschätzt, über das Meer transportiert und in Europa verbreitet. Fundorte für Obsidian gibt es nicht viele. Vor etwa 9000 Jahren begann die Gewinnung auf Melos, Sardinien und den Liparischen Inseln, aber auch in anderen Teilen der Welt.
Die Erfindung der Töpferdrehscheibe erfolgte vielleicht vor oder parallel zur Erfindung des Rades (mindestens vor 6.000 Jahren). Beide Erfindungen gelangen möglicherweise an verschiedenen Orten (aber nicht auf dem amerikanischen und australischen Kontinent). Zur Entwicklung des Rades siehe Geschichte des Transportwesens im Altertum.